# Río Verde, Durango
Río Verde är en ort i Mexiko.   Den ligger i kommunen Durango och delstaten Durango, i den centrala delen av landet, 800 km nordväst om huvudstaden Mexico City. Río Verde ligger 2 445 meter över havet och antalet invånare är 202.
Terrängen runt Río Verde är platt västerut, men österut är den kuperad. Runt Río Verde är det ganska tätbefolkat, med 56 invånare per kvadratkilometer. Río Verde är det största samhället i trakten. Omgivningarna runt Río Verde är i huvudsak ett öppet busklandskap.